# Pangonius micans
Pangonius micans är en tvåvingeart som först beskrevs av Johann Wilhelm Meigen 1820.  Pangonius micans ingår i släktet Pangonius och familjen bromsar. Inga underarter finns listade i Catalogue of Life.